# Mount Wittenberg Orca
Mount Wittenberg Orca è un EP collaborativo del gruppo musicale statunitense Dirty Projectors e della cantautrice islandese Björk.
Il disco è uscito in formato digitale nel giugno 2010 e nei formati CD e vinile nell'ottobre 2011 attraverso la Domino Records.
I proventi dell'edizione digitale sono stati donati alla National Geographic Society, per iniziative dedicate all'ambiente.

## Tracce
Testi e musiche di David Longstreth.
1. Ocean – 2:09
2. On and Ever Onward – 2:01
3. When the World Comes to an End – 3:08
4. Beautiful Mother – 2:16
5. Sharing Orb – 2:48
6. No Embrace – 4:14
7. All We Are – 4:44